# Konrad Czapiewski
Konrad Łukasz Czapiewski (ur. 1979, zm. 25 sierpnia 2022) – polski geograf, dr hab.

## Życiorys
W 2003 uzyskał tytuł magistra na Wydziale Geografii i Studiów Regionalnych Uniwersytetu Warszawskiego, 28 kwietnia 2010 otrzymał doktorat za pracę dotyczącą koncepcji obszarów sukcesu społeczno-gospodarczego na wsi i ich rozpoznania w województwie mazowieckim, 10 marca 2021 habilitował się na podstawie pracy zatytułowanej Wiejskość a wiedza - ujęcie czasowo-przestrzenne, w dyscyplinie geografia społeczno-ekonomiczna i gospodarka przestrzenna.
Został zatrudniony na stanowisku profesora w Instytucie Geografii i Przestrzennego Zagospodarowania im. Stanisława Leszczyckiego Polskiej Akademii Nauk.

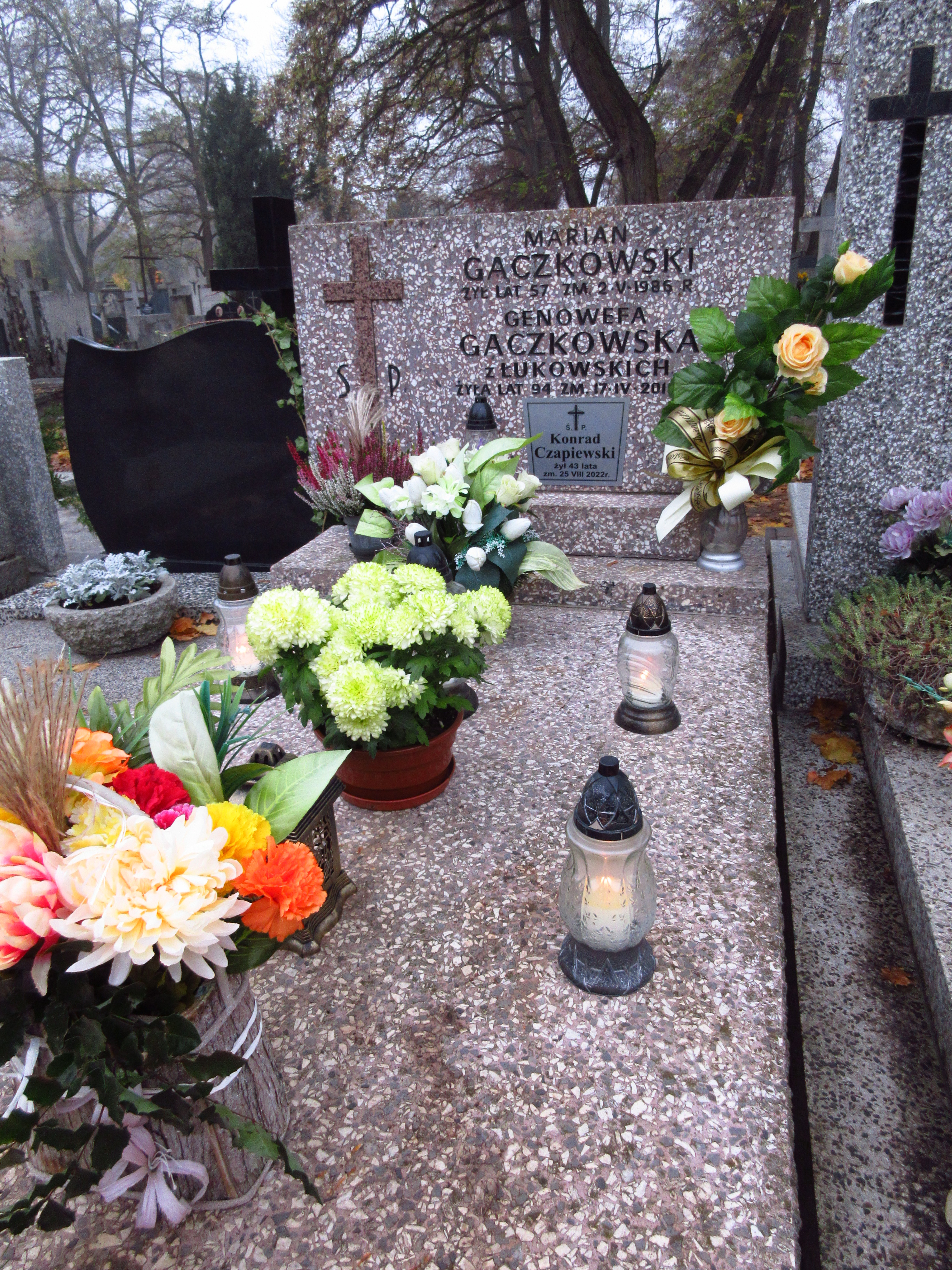
Grób profesora Konrada Czapiewskiego na Cmentarzu Bródnowskim.

Był skarbnikiem i członkiem zarządu głównego Polskiego Towarzystwa Geograficznego, a także członkiem prezydium Komitetu Przestrzennego Zagospodarowania Kraju Prezydium PAN. Pochowany na cmentarzu Bródnowskim w Warszawie (kwatera 50D-5-14).